# Szondi Péter
Szondi Péter, Peter Szondi (Budapest, 1929. május 27. – Berlin, 1971. november 9.) nemzetközi hírű magyar irodalomtudós, kritikus, műfordító.

## Élete
Szondi Lipót pszichiáter fiaként, asszimilálódott zsidó családban született. Őt és családját az 1944 júliusa és decembere közötti időszakban a bergen-belseni koncentrációs táborba internálták, ahonnan csak az ún. Kasztner-vonat eredményeképp szabadulhattak ki. 
Ezt követően Svájcban telepedtek le. Szondi germanisztikát, romanisztikát és filozófiát tanult Zürichben és Párizsban. 1954-ben Emil Staigernél védte meg hamar híressé vált, A modern dráma elmélete című disszertációját. Ebben a dráma történelmi formaszemantikáját kísérelte meg létrehozni elsősorban Adorno Az új zene filozófiája és Lukács György A regény elmélete című művének alapján. 1960–61 folyamán habilitált a berlini Freie Universitäten Versuch über das Tragische (Kísérlet a tragikusról) című munkájával.
1965-ben a berlini Freie Universität Általános és Összehasonlító Irodalomtudományi Tanszékének, Németország első komparatisztikai intézetének vezetőjévé és egyúttal rendes egyetemi tanárrá nevezték ki. E tisztségeket haláláig töltötte be. Emellett Princetonban és Jeruzsálemben vendégprofesszorként is tevékenykedett.
Szondi munkássága nagyban hozzájárult a németországi irodalomtudomány nemzetközivé válásához, Szondi ugyanis személyes hitelével, baráti és munkakapcsolataival kiszabadítja a nemzetközi elszigeteltségből. Intézetének vendégei között olyan világhírű tudósok és költők találhatók, mint Theodor W. Adorno, Gershom Scholem, René Wellek, Bernhard Böschenstein, Jean Starobinski, Jean Bollack vagy Jacques Derrida. Szondi műveit sok nyelvre lefordították, köztük magyarra is.

## Halála

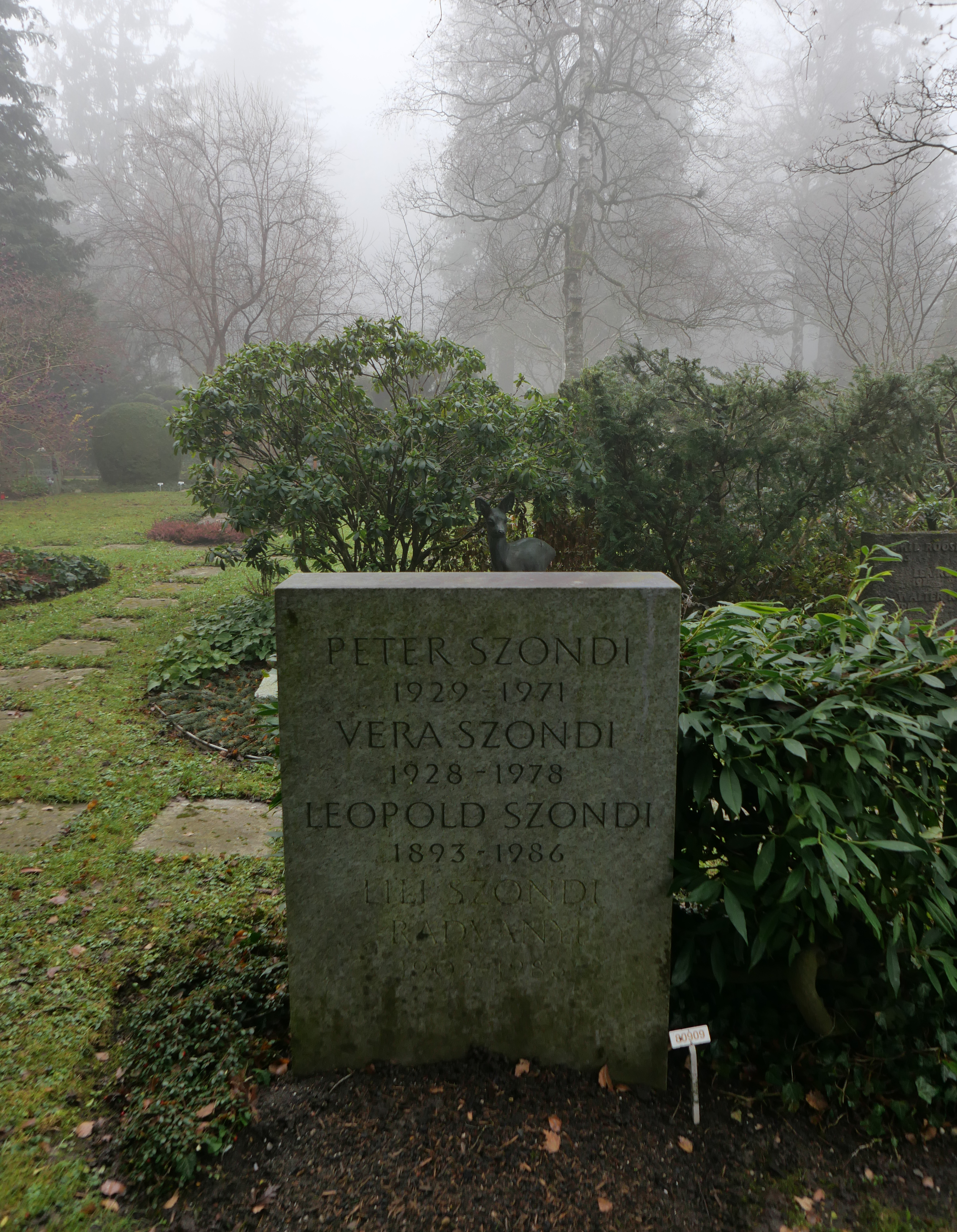
A családi sír.

1971. október 18-án vízbe fojtotta magát a berlini Halenseeben. A zürichi Fluntern temetőben helyezték örök nyugalomra. A sírban nyugszik édesapja, Leopold és édesanyja, Radványi Ilona „Lili” Lívia (1902-1986), valamint nővére Vera (1928-1978), aki orvos volt.
Az egykori Általános és Összehasonlító Irodalomtudományi Tanszék emlékére a berlini Freie Universität irodalmi intézete ma Peter-Szondi-Institut (Peter Szondi Intézet) néven működik.

Az intézet alapításának 30. évfordulóján beszédében Gert Mattenklott, Szondi tanítványa így méltatta:
„Ez az intézet nem létezne anélkül a szégyen nélkül, amit a német filológiának a fasizmus alatt kellett átélnie. (...) Azaz, ez az intézet mindenekelőtt egy tudománytörténeti szakadás eredménye – ahogy még ma is az szeretne lenni. Ennek következtében nem a régi „Littérature Comparée” és nem a bonni komparatisztika hagyományait követi, hanem az országhatárokon átívelő általános irodalomtudományi esztétika és poétika többek között René Wellek által a Yale-en lefektetett hagyományait.”

## Főbb művei
- Theorie des modernen Dramas (1956), magyarul: A modern dráma elmélete (1979, ford. Almási Miklós)
- Versuch über das Tragische (1961)
- Der andere Pfeil. Zur Entstehungsgeschichte von Hölderlins hymnischem Spätstil (1963)
- Einführung in die literarische Hermeneutik (1967), magyarul Bevezetés az irodalmi hermeneutikába (1996, ford. Bonyhai Gábor)
- Schriften (1978)
- Essays. Satz und Gegensatz, Lektüren und Lektionen, Celan-Studien (2001)

## Magyarul
- A modern dráma elmélete. 1880–1950; ford. Almási Miklós; Gondolat, Bp., 1979
- Bevezetés az irodalmi hermeneutikába; ford. Bonyhai Gábor; T-Twins, Bp., 1996 (Athenaeum-könyvek)
- A hermeneutika elmélete. Tanulmányok. Auerbach, Palmer, Ricoeur, Hirsch, Szondi, Frye, Kermode – szöveggyűjtemény; vál., szerk. Fabiny Tibor, ford. Angyalosi Gergely et al.; JATEPress, Szeged, 1998 (Ikonológia és műértelmezés)
- A filológiai megismerésről. Peter Szondi válogatott írásai; összeáll., szerk., utószó Kocziszky Éva; Gondolat, Bp., 2017

## Fordítás
- Ez a szócikk részben vagy egészben a(z) Peter Szondi című német Wikipédia-szócikk fordításán alapul. Az eredeti cikk szerkesztőit annak laptörténete sorolja fel.